# Buon
Buon eller Bon, var en italiensk arkitekt- och konstnärssläkt i Venedig.
Giovanni Buon (omkring 1375-1445 och hans son Bartolomeo Buon d.ä. (omkring 1410-1470) byggde i gotisk stil Porta della Carta och arbetade på Basilica di Santa Maria Gloriosa dei Frari och Ca' d'Oro. Bartolomeo Buon d.y., troligen av samma familj, var en ungrenässansmästare, som bland annat påbörjade Scuola di San Rocco och uppförde en del av dogepalatset.